# アーロン・テイラー＝ジョンソン
アーロン・テイラー＝ジョンソン（Aaron Taylor-Johnson, 1990年6月13日 - ）は、イギリスの俳優。デビュー時の芸名はアーロン・ジョンソンで、結婚後、妻の旧姓を合わせて法律上の名前をアーロン・テイラー＝ジョンソンとした。2012年の映画『アンナ・カレーニナ』以降はこの新しい名前でクレジットされている。

## キャリア
父は土木技師。10歳のころから、子役としてテレビや映画に出演し始めた。2006年に公開され評判を呼んだ映画『幻影師アイゼンハイム』ではエドワード・ノートン演じる主人公の少年時代を演じ注目を集めた。尊敬する俳優はダニエル・デイ＝ルイス。
2016年に出演した『ノクターナル・アニマルズ』でゴールデングローブ賞 助演男優賞を受賞した。

## 私生活
2009年10月30日、主演した『ノーウェアボーイ ひとりぼっちのあいつ』の監督で23歳年上のサム・テイラー＝ウッドと婚約したことを発表。2010年7月7日に第一子となる女児が生まれ、Wylda Raeと名付けられた。2012年1月には、次女のRomy Heroが誕生。また、サム・テイラー＝ウッド監督と前夫との子供であるアンジェリカとジェシーの継父としても役目を果たしているという。2012年6月に結婚式を挙げた。結婚後、夫妻はともに名字をテイラー＝ジョンソンに変えている。

## フィルモグラフィ
※役名の太字表記は主演。

### 映画
| 年   | 題名                                                                            | 役名                                              | 備考                                | 吹替               |
| ---- | ------------------------------------------------------------------------------- | ------------------------------------------------- | ----------------------------------- | ------------------ |
| 2002 | トムとトーマス Tom & Thomas                                                     | トム・シェパード トーマス                         | 日本劇場未公開                      | 不明               |
| 2002 | アポカリプス 〜黙示録〜 San Giovanni – L'apocalisse                             | ヨナハン                                          |                                     | 不明               |
| 2003 | シャンハイ・ナイト Shanghai Knights                                             | チャーリー・チャップリン                          | 村上想太                            |                    |
| 2006 | The Thief Lord                                                                  | プロスパー                                        | N/A                                 |                    |
| 2006 | 幻影師アイゼンハイム The Illusionist                                            | 若い頃のアイゼンハイム                            | 岸本周也                            |                    |
| 2007 | トロルとエルフの森/魔法のドア The Magic Door                                    | フリップ                                          | ビデオ作品                          | （吹き替え版なし） |
| 2007 | Sherlock Holmes and the Baker Street Irregulars                                 | フィンチ                                          | テレビ映画                          | N/A                |
| 2008 | ジョージアの日記/ゆーうつでキラキラな毎日 Angus, Thongs and Perfect Snogging    | ロビー                                            |                                     | 石母田史朗         |
| 2009 | グレイティスト The Greatest                                                     | ベネット・ブリュワー                              | 日本劇場未公開                      | （吹き替え版なし） |
| 2009 | ノーウェアボーイ ひとりぼっちのあいつ Nowhere Boy                               | ジョン・レノン                                    |                                     | 櫻井孝宏           |
| 2010 | キック・アス Kick-Ass                                                           | デイヴ・リゼウスキ / キック・アス                 | 佐藤拓也                            |                    |
| 2010 | Chatroom/チャットルーム Chatroom                                                | ウィリアム                                        | 佐藤芳洋                            |                    |
| 2011 | アルバート氏の人生 Albert Nobbs                                                 | ジョー・マッキンス                                | （吹き替え版なし）                  |                    |
| 2012 | 野蛮なやつら/SAVAGES Savages                                                    | ベン                                              | 中川慶一                            |                    |
| 2012 | アンナ・カレーニナ Anna Karenina                                                | アレクセイ・ヴロンスキー伯爵                      | 相原嵩明                            |                    |
| 2013 | キック・アス/ジャスティス・フォーエバー Kick-Ass 2                              | デイヴ・リゼウスキ / キック・アス                 | 佐藤拓也                            |                    |
| 2014 | キャプテン・アメリカ/ウィンター・ソルジャー Captain America: The Winter Soldier | クイックシルバー                                  | クレジットなし                      | （台詞なし）       |
| 2014 | GODZILLA ゴジラ Godzilla                                                        | フォード・ブロディ大尉                            |                                     | 小松史法           |
| 2015 | アベンジャーズ/エイジ・オブ・ウルトロン Avengers: Age of Ultron                 | ピエトロ・マキシモフ / クイックシルバー           |                                     | 小松史法           |
| 2016 | ノクターナル・アニマルズ Nocturnal Animals                                      | レイ・マーカス                                    | ゴールデングローブ賞 助演男優賞受賞 | 落合弘治           |
| 2017 | ザ・ウォール The Wall                                                           | アレン・アイザック軍曹                            |                                     | 小松史法           |
| 2018 | A Million Little Pieces                                                         | ジェームズ・フレイ                                | 兼脚本                              | N/A                |
| 2020 | TENET テネット Tenet                                                            | アイブス                                          |                                     | 小松史法           |
| 2021 | キングスマン:ファースト・エージェント The King's Man                            | アーチー・リード                                  | 櫻井孝宏                            |                    |
| 2022 | ブレット・トレイン Bullet Train                                                 | タンジェリン                                      | 津田健次郎                          |                    |
| 2024 | フォールガイ The Fall Guy                                                       | トム・ライダー                                    | 津田健次郎                          |                    |
| 2024 | ノスフェラトゥ Nosferatu                                                        | フリードリヒ・ハーディング                        | 小松史法                            |                    |
| 2024 | クレイヴン・ザ・ハンター Kraven the Hunter                                      | セルゲイ・クラヴィノフ / クレイヴン・ザ・ハンター | 津田健次郎                          |                    |
| 2025 | 28年後... 28 Years Later                                                        | ジェイミー                                        | 津田健次郎                          |                    |
| 2026 | 28 Years Later: the Bone Temple                                                 | ジェイミー                                        | TBA                                 |                    |
| 2026 | Werwulf                                                                         | 狼人間                                            | TBA                                 |                    |
| TBA  | Fuze                                                                            |                                                   | TBA                                 |                    |
| TBA  | Blood On Snow                                                                   | オラフ                                            | TBA                                 |                    |

#### WEB配信映画
| 年   | 題名                                                | 役名                 | 配信局  | 吹替     |
| ---- | --------------------------------------------------- | -------------------- | ------- | -------- |
| 2018 | アウトロー・キング スコットランドの英雄 Outlaw King | ジェームズ・ダグラス | Netflix | 小松史法 |

## 日本語吹き替え
主に担当しているのは、以下の二人である。
小松史法
『GODZILLA ゴジラ』で初担当。デビュー初期の作品から担当し、最も多く吹き替えている。
津田健次郎
『ブレット・トレイン』で初担当。小松の次に多く吹き替えており、アーロンについては「ムキムキでワイルドな雰囲気をまとった人だが、綺麗な印象もあってキュートな部分がちょっと出てきていたりする」と評している。『クレイヴン・ザ・ハンター』のPRでは、アーロン本人から「健次郎、カッコいい日本のクレイヴンを頼んだよ」と激励のメッセージを寄せられた。
このほかにも、佐藤拓也、櫻井孝宏なども複数回、声を当てている。